# 장안사 석조석가여래삼불좌상
기장 장안사 석조석가여래삼불좌상(機張 長安寺 石造釋迦如來三佛坐像)은 부산광역시 기장군 장안읍, 장안사에 있는 불상이다. 2014년 5월 8일 대한민국의 보물 제1824호로 지정되었다.
이 불상은 17세기 중엽 경에 활약한 '녹원(鹿元)'이 수조각승을 맡아 제작한 작품이다. 이 상은 보물 제1606호 칠곡 송림사 석조아미타여래삼존좌상(1655년), 양산 원효암 석조약사여래좌상(1648년)과 마찬가지로 불석(沸石)으로 만든 것으로, 불석제 불상 중 비교적 이른 시기에 제작되었다.
삼불좌상은 중앙 석가여래를 중심으로 좌우에 약사여래, 아미타여래로 구성되었다. 본존 석가여래상은 둥근 머리 위에 원통형의 정상계주(頂上髻珠)와 반달형 중앙계주(中央髻珠)가 표현되었고, 이마는 편평하다. 턱이 짧은 방형의 얼굴은 콧날이 우뚝하고 부드러운 미소를 띤 자비로운 상호(相好)이다. 조성연대와 작가가 밝혀져 있어 17세기 중후반 불교조각사 연구에서 기준작이 될 수 있고, 불석제 불상의 본격적인 유행 시점에 제작되어 불상재료 연구에 중요한 사실을 알려주는 상이다.

## 같이 보기
- 장안사

## 참고 자료
- 장안사 석조석가여래삼불좌상 - 국가유산청 국가유산포털